# 貞孝節烈總坊
貞孝節烈總坊位於四川省綿陽市梓潼縣，文物遺址年代判定為清代。2007年6月1日公佈為四川省第七批文物保護單位。